# Hrobka Schönbornů (Vlastislav u Sutomi)
Hrobka Schönbornů, také Schönbornská hrobka je pohřebiště české linie původně německého šlechtického rodu Schönbornů na hřbitově Vlastislav u Sutomi v okrese Litoměřice. Soubor deseti náhrobků majitelů zámku Skalka ve Vlastislavi a jejich rodinných příslušníků se nachází uprostřed hřbitova v jedné řadě. Mezi čtvrtým a pátým hrobem zleva je vztyčen kovový krucifix na kamenném podstavci. Pohřby probíhaly v letech 1847–1911.

## Historie

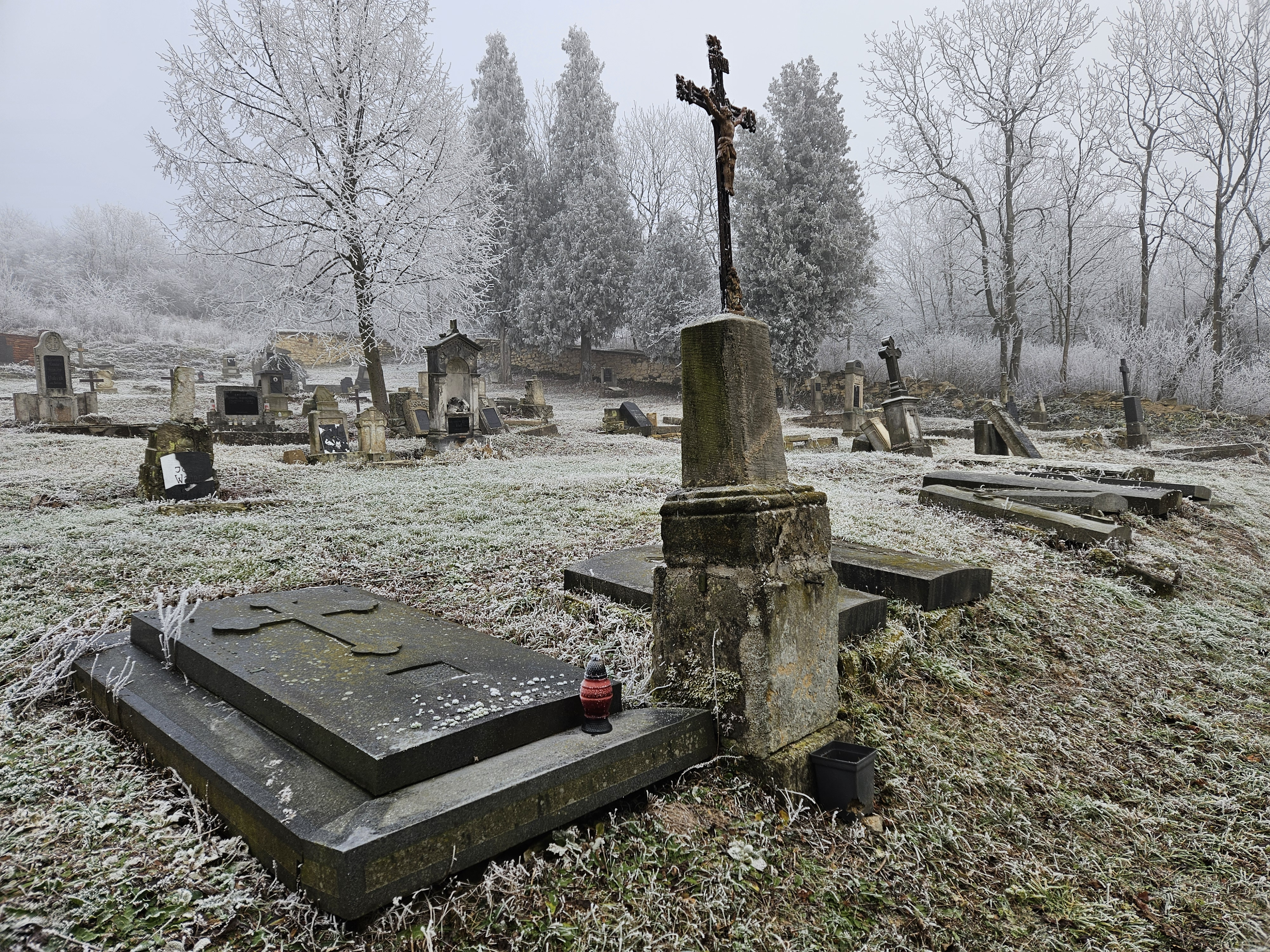

Hugo Damián Ervín ze Schönbornu (1738–1817) zdědil po vymřelých Hatzfeldech panství Dlažkovice včetně Vlastislavi se zámkem Skalka v roce 1796. Rodový majetek byl na základě Benešových dekretů v roce 1945 zkonfiskován.
V hrobkách byli pohřbeni příslušníci rodu ze čtyř generací. Vyzděné hroby jsou zakryty masívními obdélnými deskami, na kterých jsou vyryty základní informace o zemřelých v němčině a někdy erby. Současný stav je neutěšený (2024).

## Seznam pohřbených
Seznam vychází z přehledu na stránkách Royalty (Travel) Guide, matričních zápisů a nápisů na náhrobcích. Někteří Schönbornové byli pohřbeni na hřbitově v Dolní Lukavici.

### Chronologicky podle data úmrtí
V tabulce jsou uvedeny základní informace o pohřbených. Fialově jsou vyznačeni příslušníci rodu Schönbornů, žlutě jsou vyznačeny manželky přivdané do rodiny. Červeně jsou zvýrazněni majitelé statku Vlastislav. Šlechtický rod Schönbornů se připomíná v Porýní už ve 13. století, zde jsou však generace počítány od Jiřího (Georga) Schönborna (1574–1631), jehož syn Filip Ervín byl v roce 1663 povýšen do říšského stavu svobodných pánů. U manželek je generace v závorce a týká se generace manžela. V některých matrikách je i u příslušníků české linie uveden titul Seine Erlaucht Graf von Schönborn-Wiesentheid-Buchheim-Wolfsthal. Seznam nemusí být kompletní.

## Seznam pohřbených
| Po-řadí | Gene-race | Jméno pohřbeného                                             | Datum a místo narození             | Otec                                                                                                   | Datum a místo sňatku, choť                                                                   | Pohřeb a uložení do hrobky | Poznámky |
| Po-řadí | Gene-race | Jméno pohřbeného                                             | Datum a místo úmrtí                | Matka                                                                                                  | Datum a místo sňatku, choť                                                                   | Pohřeb a uložení do hrobky | Poznámky |
| ------- | --------- | ------------------------------------------------------------ | ---------------------------------- | --- | -------------------------------------------------------------------------------------------- | --- | --- |
| 1.      | 9.        | Hugo Damián Ervín ze Schönbornu                              | 25. 6. 1847 Dlažkovice             | Ervín Damián Hugo ze Schönbornu (č. 9)                                                                 |                                                                                              | Pohřben 30. 6. 1847 na hřbitově v Sutomi. | Zemřel ve věku dvou dnů na ochrnutí srdce v důsledku cyanózy. |
| 1.      | 9.        | Hugo Damián Ervín ze Schönbornu                              | 28. 6. 1847 Dlažkovice             | Kristýna z Brühlu (č. 11)                                                                              |                                                                                              | Pohřben 30. 6. 1847 na hřbitově v Sutomi. | Zemřel ve věku dvou dnů na ochrnutí srdce v důsledku cyanózy. |
| 2.      | 9.        | Ervín ze Schönbornu                                          | 12. 9. 1842 Dolní Lukavice         | Ervín Damián Hugo ze Schönbornu (č. 9)                                                                 |                                                                                              | Pohřben 12. 1. 1849 na hřbitově v Sutomi. | Zemřel ve věku 6 let na mozkovou mrtvici v průběhu gastroenteritidy (střevní chřipka, průjem doprovázený zvracením). |
| 2.      | 9.        | Ervín ze Schönbornu                                          | 9. 1. 1849 Teplice                 | Kristýna z Brühlu (č. 11)                                                                              |                                                                                              | Pohřben 12. 1. 1849 na hřbitově v Sutomi. | Zemřel ve věku 6 let na mozkovou mrtvici v průběhu gastroenteritidy (střevní chřipka, průjem doprovázený zvracením). |
| 3.      | 7.        | Bedřich Karel Josef ze Schönbornu                            | 1. 8. 1781 Mohuč                   | Hugo Damián Ervín ze Schönbornu 27. 10. 1738 / 28. 11. 1739 Aschaffenburg – 29. 3. / 29. 8. 1817 Vídeň | 12. 5. 1811 Vídeň: Marie Anna z Kerpenu (č. 7)                                               | Pohřben 28. 3. 1849 na hřbitově v Sutomi. | Zakladatel české linie Schönbornů. C. k. komoří a tajný rada. Majitel panství (statků) (Dolní a Horní) Lukavice, Přeštice, Příchovice, Malesice, Dlažkovice a zboží Lužany. Zemřel náhle ve věku 67 let na mozkovou mrtvici. |
| 3.      | 7.        | Bedřich Karel Josef ze Schönbornu                            | 24. 3. 1849 Teplice                | Marie Anna ze Stadion-Warthausen-Thannhausenu 14. 7. 1746 – 15. 11. 1817 Vídeň                         | 12. 5. 1811 Vídeň: Marie Anna z Kerpenu (č. 7)                                               | Pohřben 28. 3. 1849 na hřbitově v Sutomi. | Zakladatel české linie Schönbornů. C. k. komoří a tajný rada. Majitel panství (statků) (Dolní a Horní) Lukavice, Přeštice, Příchovice, Malesice, Dlažkovice a zboží Lužany. Zemřel náhle ve věku 67 let na mozkovou mrtvici. |
| 4.      | 9.        | Marie Leopoldina ze Schönbornu                               | 15. 2. 1850 Praha-Malá Strana      | Ervín Damián Hugo ze Schönbornu (č. 9)                                                                 |                                                                                              | Pohřbena 11. 9. 1849 na hřbitově v Sutomi. | Zemřela ve věku dvou let na ochrnutí mozku. |
| 4.      | 9.        | Marie Leopoldina ze Schönbornu                               | 8. 9. 1852 Dolní Lukavice          | Kristýna z Brühlu (č. 11)                                                                              |                                                                                              | Pohřbena 11. 9. 1849 na hřbitově v Sutomi. | Zemřela ve věku dvou let na ochrnutí mozku. |
| 5.      | 9.        | Josef ze Schönbornu                                          | 9. 8. 1852 Dolní Lukavice          | Ervín Damián Hugo ze Schönbornu (č. 9)                                                                 |                                                                                              | Tělo bylo vykropeno 26. 9. 1852 v Dolní Lukavici a pohřbeno do hrobu, kde již byla uložena i jeho sestra, 27. 9. v Sutomi.                                                                                 | Zemřel ve věku šesti neděl na atrofii. |
| 5.      | 9.        | Josef ze Schönbornu                                          | 24. 9. 1852 Dolní Lukavice         | Kristýna z Brühlu (č. 11)                                                                              |                                                                                              | Tělo bylo vykropeno 26. 9. 1852 v Dolní Lukavici a pohřbeno do hrobu, kde již byla uložena i jeho sestra, 27. 9. v Sutomi.                                                                                 | Zemřel ve věku šesti neděl na atrofii. |
| 6.      | 9.        | Filip ze Schönbornu                                          | 21. 8. 1856 Dolní Lukavice         | Ervín Damián Hugo ze Schönbornu (č. 9)                                                                 |                                                                                              | Tělo bylo vykropeno 24. 8. 1856 v Dolní Lukavici a pohřbeno v Sutomi. | Zemřel po pár minutách na ochrnutí mozku v důsledku těžkého porodu. |
| 6.      | 9.        | Filip ze Schönbornu                                          | 21. 8. 1856 Dolní Lukavice         | Kristýna z Brühlu (č. 11)                                                                              |                                                                                              | Tělo bylo vykropeno 24. 8. 1856 v Dolní Lukavici a pohřbeno v Sutomi. | Zemřel po pár minutách na ochrnutí mozku v důsledku těžkého porodu. |
| 7.      | (7.)      | Marie Anna z Kerpenu                                         | 13. 11. 1784 Koblenz               | | 12. 5. 1811 Vídeň: Bedřich Karel Josef ze Schönbornu (č. 3)                                  | Tělo bylo 10. 8. 1862 vykropeno pražským arcibiskupem Bedřichem ze Schwarzenbergu a pohřbeno na hřbitově v Sutomi.                                                                                         | Palácová dáma. Zemřela jako 77letá na sešlost věkem. Narodily se jí následující děti: - 1. Ervín Damián Hugo (1812–1881; č. 9) - František (*/† 1818) - 3. Filip (1820–1830) |
| 7.      | (7.)      | Marie Anna z Kerpenu                                         | 8. 10. 1862 Praha-Malá Strana      | | 12. 5. 1811 Vídeň: Bedřich Karel Josef ze Schönbornu (č. 3)                                  | Tělo bylo 10. 8. 1862 vykropeno pražským arcibiskupem Bedřichem ze Schwarzenbergu a pohřbeno na hřbitově v Sutomi.                                                                                         | Palácová dáma. Zemřela jako 77letá na sešlost věkem. Narodily se jí následující děti: - 1. Ervín Damián Hugo (1812–1881; č. 9) - František (*/† 1818) - 3. Filip (1820–1830) |
| 8.      | (9.)      | Johanna z Lobkowicz (křimická linie roudnické primogenitury) | 16. 6. 1840 Křimice                | Jan Nepomuk Karel z Lobkowicz 14. 1. 1799 Vídeň – 6. 6. 1878 Konopiště                                 | 11. 9. 1861 Konopiště: Karel Bedřich ze Schönbornu 10. 4. 1840 Praha – 29. 5. 1908 Nový Dvůr | Tělo bylo 8. 8. 1872 vykropeno v Malesicích a pohřbeno 10. 8. v Sutomi. | Dáma Řádu hvězdového kříže. Narodily se jí následující děti: - 1. Ervín (1862–1882; č. 10) - 2. Jan Nepomuk (1864–1912; pohřben na hřbitově v Dolní Lukavici) - 3. Bedřich (1865–1919) - 4. Josef (1866–1914) - 5. František (1870–1942) - 6. Kristýna, provd. Schwarzenbergová (1872–1918; pohřbena ve Schwarzenberské hrobce v Orlíku nad Vltavou) Manžel a jeho druhá choť Zdeňka ze Sternbergu (1846–1915) byli pohřbeni na hřbitově v Dolní Lukavici. |
| 8.      | (9.)      | Johanna z Lobkowicz (křimická linie roudnické primogenitury) | 5. 8. 1872 Malesice                | Karolína Bruntálská z Vrbna 11. 12. 1815 Vídeň – 18. 10. 1843 Křimice                                  | 11. 9. 1861 Konopiště: Karel Bedřich ze Schönbornu 10. 4. 1840 Praha – 29. 5. 1908 Nový Dvůr | Tělo bylo 8. 8. 1872 vykropeno v Malesicích a pohřbeno 10. 8. v Sutomi. | Dáma Řádu hvězdového kříže. Narodily se jí následující děti: - 1. Ervín (1862–1882; č. 10) - 2. Jan Nepomuk (1864–1912; pohřben na hřbitově v Dolní Lukavici) - 3. Bedřich (1865–1919) - 4. Josef (1866–1914) - 5. František (1870–1942) - 6. Kristýna, provd. Schwarzenbergová (1872–1918; pohřbena ve Schwarzenberské hrobce v Orlíku nad Vltavou) Manžel a jeho druhá choť Zdeňka ze Sternbergu (1846–1915) byli pohřbeni na hřbitově v Dolní Lukavici. |
| 9.      | 8.        | Ervín Damián Hugo ze Schönbornu                              | 17. 5. 1812 Vídeň                  | Bedřich Karel Josef ze Schönbornu (č. 3)                                                               | 11. 7. 1839 Praha: Kristýna z Brühlu (č. 11)                                                 | Tělo bylo vykropeno pražským arcibiskupem Bedřichem ze Schwarzenbergu 15. 1. 1881 v Praze a pohřbeno 17. 1. litoměřickým biskupem Antonínen Frindem v rodinné hrobce v Sutomi (bývalé panství Dlažkovice). | C. k. komoří, poslanec Českého zemského sněmu (1861–1867, 1870–1872), dědičný člen Panské sněmovny rakouské Říšské rady (1881). Majitel primogeniturního fideikomisu Dlažkovice, Horní a Dolní Lukavice, Příchovice, Přeštice, Malesice a Kozolupy (1849–1881). Zemřel náhle ve věku 68 let na ochrnutí srdce. |
| 9.      | 8.        | Ervín Damián Hugo ze Schönbornu                              | 12. 1. 1881 Praha-Malá Strana      | Marie Anna z Kerpenu (č. 7)                                                                            | 11. 7. 1839 Praha: Kristýna z Brühlu (č. 11)                                                 | Tělo bylo vykropeno pražským arcibiskupem Bedřichem ze Schwarzenbergu 15. 1. 1881 v Praze a pohřbeno 17. 1. litoměřickým biskupem Antonínen Frindem v rodinné hrobce v Sutomi (bývalé panství Dlažkovice). | C. k. komoří, poslanec Českého zemského sněmu (1861–1867, 1870–1872), dědičný člen Panské sněmovny rakouské Říšské rady (1881). Majitel primogeniturního fideikomisu Dlažkovice, Horní a Dolní Lukavice, Příchovice, Přeštice, Malesice a Kozolupy (1849–1881). Zemřel náhle ve věku 68 let na ochrnutí srdce. |
| 10.     | 10.       | Ervín ze Schönbornu                                          | 2. 8. 1862 Malesice                | Karel Bedřich ze Schönbornu 10. 4. 1840 Praha – 29. 5. 1908 Nový Dvůr                                  |                                                                                              | | Dědičný hrabě. |
| 10.     | 10.       | Ervín ze Schönbornu                                          | 23. 5. 1882 Štrasburk (Strasbourg) | Johanna z Lobkowicz (č. 8)                                                                             |                                                                                              | | Dědičný hrabě. |
| 11.     | (8.)      | Kristýna z Brühlu                                            | 28. 3. 1817 Praha                  | Bedřich August Adalbert z Brühlu 19. 11. 1791 Pförten – 25. 5. 1856 Pförten                            | 11. 7. 1839 Praha: Ervín Damián Hugo ze Schönbornu (č. 9)                                    | Tělo bylo vykropeno arcibiskupem pražským Lvem Skrbenským z Hříště 26. 10. 1902 a pohřbeno v rodinné hrobce u Sutomi.                                                                                      | Dáma Řádu hvězdového kříže a palácová dáma. Zemřela ve věku 85 let na sešlost věkem. Narodily se jí následující děti: - 1. Karel Bedřich Josef (1840–1908; pohřben na hřbitově v Dolní Lukavici) - 2. Bedřich Ervín (1841–1907; pohřben na hřbitově ve Vídni-Dornbachu) - 3. Ervín (1842–1849; č. 2) - 4. František (1844–1899; pohřben v katedrále sv. Víta v Praze), arcibiskup pražský - 5. Anna Marie, provd. von Gudenus (1845–1909; pohřbena na hřbitově Weizberg u Thannhausenu) - 6. Hugo Damián (*/† 1847; č. 1) - 7. Marie Alžběta, provd. von Schönberg-Roth-Schönberg (1848–1905) - 8. Marie Leopoldina (1850–1852; č. 4) - 9. Marie Vilemína (1851–1911; č. 12) - 10. Josef (*/† 1852; č. 5) - 11. Vojtěch (1854–1924; pohřben na Břevnovském hřbitově v Praze) - 12. Filip (*/† 1856; č. 6) - 13. Pavlína, provd. z Lobkowicz (1861–1922; pohřbena v Lobkowiczké hrobce v Roudnici nad Labem) |
| 11.     | (8.)      | Kristýna z Brühlu                                            | 23. 10. 1902 Praha-Malá Strana     | Augusta ze Sternberg-Manderscheidu 18. nebo 19. 6. 1793 Praha – 21. 7. 1820 Pförten                    | 11. 7. 1839 Praha: Ervín Damián Hugo ze Schönbornu (č. 9)                                    | Tělo bylo vykropeno arcibiskupem pražským Lvem Skrbenským z Hříště 26. 10. 1902 a pohřbeno v rodinné hrobce u Sutomi.                                                                                      | Dáma Řádu hvězdového kříže a palácová dáma. Zemřela ve věku 85 let na sešlost věkem. Narodily se jí následující děti: - 1. Karel Bedřich Josef (1840–1908; pohřben na hřbitově v Dolní Lukavici) - 2. Bedřich Ervín (1841–1907; pohřben na hřbitově ve Vídni-Dornbachu) - 3. Ervín (1842–1849; č. 2) - 4. František (1844–1899; pohřben v katedrále sv. Víta v Praze), arcibiskup pražský - 5. Anna Marie, provd. von Gudenus (1845–1909; pohřbena na hřbitově Weizberg u Thannhausenu) - 6. Hugo Damián (*/† 1847; č. 1) - 7. Marie Alžběta, provd. von Schönberg-Roth-Schönberg (1848–1905) - 8. Marie Leopoldina (1850–1852; č. 4) - 9. Marie Vilemína (1851–1911; č. 12) - 10. Josef (*/† 1852; č. 5) - 11. Vojtěch (1854–1924; pohřben na Břevnovském hřbitově v Praze) - 12. Filip (*/† 1856; č. 6) - 13. Pavlína, provd. z Lobkowicz (1861–1922; pohřbena v Lobkowiczké hrobce v Roudnici nad Labem) |
| 12.     | 9.        | Marie Vilemína ze Schönbornu                                 | 25. 6. 1851 Dlažkovice             | Ervín Damián Hugo ze Schönbornu (č. 9)                                                                 |                                                                                              | Tělo bylo vykropeno 3. 9. 1911 opatem emauzského kláštera Albanem Schachleiterem a pohřbeno v Sutomi. | Zemřela ve věku 60 let na zánět mozku. |
| 12.     | 9.        | Marie Vilemína ze Schönbornu                                 | 1. 9. 1911 Praha-Malá Strana       | Kristýna z Brühlu (č. 11)                                                                              |                                                                                              | Tělo bylo vykropeno 3. 9. 1911 opatem emauzského kláštera Albanem Schachleiterem a pohřbeno v Sutomi. | Zemřela ve věku 60 let na zánět mozku. |

### Podle uložení
V plánku prozatím není umístěn 9. Ervín hrabě ze Schönbornu (asi druhý zleva), 6. Filip hrabě ze Schönbornu (asi čtvrtý zleva) a Johanna hraběnka ze Schönbornu, roz. princezna z Lobkowicz (asi druhá zprava). Nápisy jsou obtížně čitelné.
| Zleva                                                                 | Zleva                                      | Zleva                                                              | Zleva | Zleva                                 | Zleva                                                                                |
| --------------------------------------------------------------------- | ------------------------------------------ | ------------------------------------------------------------------ | ----- | ------------------------------------- | ------------------------------------------------------------------------------------ |
| 12. Marie Vilemína hraběnka ze Schönbornu                             | ???                                        | 11. Kristýna hraběnka ze Schönbornu, roz. hraběnka z Brühlu        | ???   | Kříž                                  | 4. Marie Leopoldina hraběnka ze Schönbornu a její bratr 5. Josef hrabě ze Schönbornu |
|                                                                       |                                            |                                                                    |       |                                       |                                                                                      |
| Pokračování zleva                                                     |                                            |                                                                    |       |                                       |                                                                                      |
| 1. Hugo hrabě ze Schönbornu a jeho bratr 2. Ervín hrabě ze Schönbornu | 3. Bedřich Karel Josef hrabě ze Schönbornu | 7. Marie Anna hraběnka ze Schönbornu, roz. svobodná paní z Kerpenu | ???   | 10. Ervín dědičný hrabě ze Schönbornu |                                                                                      |
|                                                                       |                                            |                                                                    |       |                                       |                                                                                      |

### Příbuzenské vztahy pohřbených
Následující schéma znázorňuje příbuzenské vztahy Schönbornů. Červeně orámovaní byli pohřebni na hřbitově ve Vlastislavi. Oranžově je orámován Hugo Damián Ervín ze Schönbornu (1738–1817), který získal Vlastislav. Modře je zvýrazněn arcibiskup pražský a kardinál František ze Schönbornu (1844–1899). Zeleně jsou orámovány osoby pohřbené v Dolní Lukavici. Arabské číslice odpovídají pořadí úmrtí podle předchozí tabulky, římské číslice představují pořadí manžela nebo manželky, pokud někdo vstoupil do manželství více než jednou. Devátá a desátá generace jsou ve dvou řádcích. Vzhledem k účelu schématu se nejedná o kompletní rodokmen.
|                                            |                                            |                                            |                                            |                                            |                                            |                                            |                                            |                                                  |                                                  |                                                  |                                                  |                                                  |                                                  |                                               |                                               |                                                            |                                                            |                                                            |                                                            |                                                            |                                                            |                                                     |                                                     |                                                     |                                                     |                                         |                                         |                                         |                                         |                                       |                                       |                                              |                                              |                                              |                                              | Hugo Damián ze Schönbornu 1738/1739–1817     | Hugo Damián ze Schönbornu 1738/1739–1817     | Hugo Damián ze Schönbornu 1738/1739–1817 | Hugo Damián ze Schönbornu 1738/1739–1817 | Hugo Damián ze Schönbornu 1738/1739–1817                       | Hugo Damián ze Schönbornu 1738/1739–1817                       |                                                                |                                                                | Marie Anna ze Stadion-Thannhausenu 1746–1817                   | Marie Anna ze Stadion-Thannhausenu 1746–1817                   | Marie Anna ze Stadion-Thannhausenu 1746–1817 | Marie Anna ze Stadion-Thannhausenu 1746–1817 | Marie Anna ze Stadion-Thannhausenu 1746–1817   | Marie Anna ze Stadion-Thannhausenu 1746–1817   |                                                |                                                |                                                |                                                |                                    |                                    |                                             |                                             |                                             |                                             |                                             |                                             |                                       |                                       |                                                     |                                                     |                                                     |                                                     |                                                      |                                                      |                                                      |                                                      |                                                        |                                                        |                                                        |                                                        |                                                        |                                                        |                                 |                                 |                                 |                                 |  |  |
|                                            |                                            |                                            |                                            |                                            |                                            |                                            |                                            |                                                  |                                                  |                                                  |                                                  |                                                  |                                                  |                                               |                                               |                                                            |                                                            |                                                            |                                                            |                                                            |                                                            |                                                     |                                                     |                                                     |                                                     |                                         |                                         |                                         |                                         |                                       |                                       |                                              |                                              |                                              |                                              | Hugo Damián ze Schönbornu 1738/1739–1817     | Hugo Damián ze Schönbornu 1738/1739–1817     | Hugo Damián ze Schönbornu 1738/1739–1817 | Hugo Damián ze Schönbornu 1738/1739–1817 | Hugo Damián ze Schönbornu 1738/1739–1817                       | Hugo Damián ze Schönbornu 1738/1739–1817                       |                                                                |                                                                | Marie Anna ze Stadion-Thannhausenu 1746–1817                   | Marie Anna ze Stadion-Thannhausenu 1746–1817                   | Marie Anna ze Stadion-Thannhausenu 1746–1817 | Marie Anna ze Stadion-Thannhausenu 1746–1817 | Marie Anna ze Stadion-Thannhausenu 1746–1817   | Marie Anna ze Stadion-Thannhausenu 1746–1817   |                                                |                                                |                                                |                                                |                                    |                                    |                                             |                                             |                                             |                                             |                                             |                                             |                                       |                                       |                                                     |                                                     |                                                     |                                                     |                                                      |                                                      |                                                      |                                                      |                                                        |                                                        |                                                        |                                                        |                                                        |                                                        |                                 |                                 |                                 |                                 |  |  |
|                                            |                                            |                                            |                                            |                                            |                                            |                                            |                                            |                                                  |                                                  |                                                  |                                                  |                                                  |                                                  |                                               |                                               |                                                            |                                                            |                                                            |                                                            |                                                            |                                                            |                                                     |                                                     |                                                     |                                                     |                                         |                                         |                                         |                                         |                                       |                                       |                                              |                                              |                                              |                                              |                                              |                                              |                                          |                                          |                                                                |                                                                |                                                                |                                                                |                                                                |                                                                |                                              |                                              |                                                |                                                |                                                |                                                |                                                |                                                |                                    |                                    |                                             |                                             |                                             |                                             |                                             |                                             |                                       |                                       |                                                     |                                                     |                                                     |                                                     |                                                      |                                                      |                                                      |                                                      |                                                        |                                                        |                                                        |                                                        |                                                        |                                                        |                                 |                                 |                                 |                                 |  |  |
|                                            |                                            |                                            |                                            |                                            |                                            |                                            |                                            |                                                  |                                                  |                                                  |                                                  |                                                  |                                                  |                                               |                                               |                                                            |                                                            |                                                            |                                                            |                                                            |                                                            |                                                     |                                                     |                                                     |                                                     |                                         |                                         |                                         |                                         |                                       |                                       |                                              |                                              |                                              |                                              |                                              |                                              |                                          |                                          |                                                                |                                                                |                                                                |                                                                |                                                                |                                                                |                                              |                                              |                                                |                                                |                                                |                                                |                                                |                                                |                                    |                                    |                                             |                                             |                                             |                                             |                                             |                                             |                                       |                                       |                                                     |                                                     |                                                     |                                                     |                                                      |                                                      |                                                      |                                                      |                                                        |                                                        |                                                        |                                                        |                                                        |                                                        |                                 |                                 |                                 |                                 |  |  |
| Emerich ze Schönbornu 1767–1772            | Emerich ze Schönbornu 1767–1772            | Emerich ze Schönbornu 1767–1772            | Emerich ze Schönbornu 1767–1772            | Emerich ze Schönbornu 1767–1772            | Emerich ze Schönbornu 1767–1772            |                                            |                                            | František Filip ze Schönborn-Buchheimu 1768–1841 | František Filip ze Schönborn-Buchheimu 1768–1841 | František Filip ze Schönborn-Buchheimu 1768–1841 | František Filip ze Schönborn-Buchheimu 1768–1841 | František Filip ze Schönborn-Buchheimu 1768–1841 | František Filip ze Schönborn-Buchheimu 1768–1841 |                                               |                                               | Marie Žofie von Leyen und zu Hohengeroldseck 1769–1834     | Marie Žofie von Leyen und zu Hohengeroldseck 1769–1834     | Marie Žofie von Leyen und zu Hohengeroldseck 1769–1834     | Marie Žofie von Leyen und zu Hohengeroldseck 1769–1834     | Marie Žofie von Leyen und zu Hohengeroldseck 1769–1834     | Marie Žofie von Leyen und zu Hohengeroldseck 1769–1834     |                                                     |                                                     | Bernard Josef ze Schönbornu 1771–1773               | Bernard Josef ze Schönbornu 1771–1773               | Bernard Josef ze Schönbornu 1771–1773   | Bernard Josef ze Schönbornu 1771–1773   | Bernard Josef ze Schönbornu 1771–1773   | Bernard Josef ze Schönbornu 1771–1773   |                                       |                                       | Žofie Terezie ze Schönbornu 1772–1810        | Žofie Terezie ze Schönbornu 1772–1810        | Žofie Terezie ze Schönbornu 1772–1810        | Žofie Terezie ze Schönbornu 1772–1810        | Žofie Terezie ze Schönbornu 1772–1810        | Žofie Terezie ze Schönbornu 1772–1810        |                                          |                                          | Filip František von der Leyen und zu Hohengeroldseck 1766–1829 | Filip František von der Leyen und zu Hohengeroldseck 1766–1829 | Filip František von der Leyen und zu Hohengeroldseck 1766–1829 | Filip František von der Leyen und zu Hohengeroldseck 1766–1829 | Filip František von der Leyen und zu Hohengeroldseck 1766–1829 | Filip František von der Leyen und zu Hohengeroldseck 1766–1829 |                                              |                                              | 3. Bedřich Karel Josef ze Schönbornu 1781–1849 | 3. Bedřich Karel Josef ze Schönbornu 1781–1849 | 3. Bedřich Karel Josef ze Schönbornu 1781–1849 | 3. Bedřich Karel Josef ze Schönbornu 1781–1849 | 3. Bedřich Karel Josef ze Schönbornu 1781–1849 | 3. Bedřich Karel Josef ze Schönbornu 1781–1849 |                                    |                                    | 7. Marie Anna z Kerpenu 1784–1862           | 7. Marie Anna z Kerpenu 1784–1862           | 7. Marie Anna z Kerpenu 1784–1862           | 7. Marie Anna z Kerpenu 1784–1862           | 7. Marie Anna z Kerpenu 1784–1862           | 7. Marie Anna z Kerpenu 1784–1862           |                                       |                                       | František Ervín ze Schönborn-Wiesentheidu 1776–1840 | František Ervín ze Schönborn-Wiesentheidu 1776–1840 | František Ervín ze Schönborn-Wiesentheidu 1776–1840 | František Ervín ze Schönborn-Wiesentheidu 1776–1840 | František Ervín ze Schönborn-Wiesentheidu 1776–1840  | František Ervín ze Schönborn-Wiesentheidu 1776–1840  |                                                      |                                                      | Ferdinanda Izabela Westphalen zu Fürstenberg 1781–1813 | Ferdinanda Izabela Westphalen zu Fürstenberg 1781–1813 | Ferdinanda Izabela Westphalen zu Fürstenberg 1781–1813 | Ferdinanda Izabela Westphalen zu Fürstenberg 1781–1813 | Ferdinanda Izabela Westphalen zu Fürstenberg 1781–1813 | Ferdinanda Izabela Westphalen zu Fürstenberg 1781–1813 |                                 |                                 |                                 |                                 |  |  |
| Emerich ze Schönbornu 1767–1772            | Emerich ze Schönbornu 1767–1772            | Emerich ze Schönbornu 1767–1772            | Emerich ze Schönbornu 1767–1772            | Emerich ze Schönbornu 1767–1772            | Emerich ze Schönbornu 1767–1772            |                                            |                                            | František Filip ze Schönborn-Buchheimu 1768–1841 | František Filip ze Schönborn-Buchheimu 1768–1841 | František Filip ze Schönborn-Buchheimu 1768–1841 | František Filip ze Schönborn-Buchheimu 1768–1841 | František Filip ze Schönborn-Buchheimu 1768–1841 | František Filip ze Schönborn-Buchheimu 1768–1841 |                                               |                                               | Marie Žofie von Leyen und zu Hohengeroldseck 1769–1834     | Marie Žofie von Leyen und zu Hohengeroldseck 1769–1834     | Marie Žofie von Leyen und zu Hohengeroldseck 1769–1834     | Marie Žofie von Leyen und zu Hohengeroldseck 1769–1834     | Marie Žofie von Leyen und zu Hohengeroldseck 1769–1834     | Marie Žofie von Leyen und zu Hohengeroldseck 1769–1834     |                                                     |                                                     | Bernard Josef ze Schönbornu 1771–1773               | Bernard Josef ze Schönbornu 1771–1773               | Bernard Josef ze Schönbornu 1771–1773   | Bernard Josef ze Schönbornu 1771–1773   | Bernard Josef ze Schönbornu 1771–1773   | Bernard Josef ze Schönbornu 1771–1773   |                                       |                                       | Žofie Terezie ze Schönbornu 1772–1810        | Žofie Terezie ze Schönbornu 1772–1810        | Žofie Terezie ze Schönbornu 1772–1810        | Žofie Terezie ze Schönbornu 1772–1810        | Žofie Terezie ze Schönbornu 1772–1810        | Žofie Terezie ze Schönbornu 1772–1810        |                                          |                                          | Filip František von der Leyen und zu Hohengeroldseck 1766–1829 | Filip František von der Leyen und zu Hohengeroldseck 1766–1829 | Filip František von der Leyen und zu Hohengeroldseck 1766–1829 | Filip František von der Leyen und zu Hohengeroldseck 1766–1829 | Filip František von der Leyen und zu Hohengeroldseck 1766–1829 | Filip František von der Leyen und zu Hohengeroldseck 1766–1829 |                                              |                                              | 3. Bedřich Karel Josef ze Schönbornu 1781–1849 | 3. Bedřich Karel Josef ze Schönbornu 1781–1849 | 3. Bedřich Karel Josef ze Schönbornu 1781–1849 | 3. Bedřich Karel Josef ze Schönbornu 1781–1849 | 3. Bedřich Karel Josef ze Schönbornu 1781–1849 | 3. Bedřich Karel Josef ze Schönbornu 1781–1849 |                                    |                                    | 7. Marie Anna z Kerpenu 1784–1862           | 7. Marie Anna z Kerpenu 1784–1862           | 7. Marie Anna z Kerpenu 1784–1862           | 7. Marie Anna z Kerpenu 1784–1862           | 7. Marie Anna z Kerpenu 1784–1862           | 7. Marie Anna z Kerpenu 1784–1862           |                                       |                                       | František Ervín ze Schönborn-Wiesentheidu 1776–1840 | František Ervín ze Schönborn-Wiesentheidu 1776–1840 | František Ervín ze Schönborn-Wiesentheidu 1776–1840 | František Ervín ze Schönborn-Wiesentheidu 1776–1840 | František Ervín ze Schönborn-Wiesentheidu 1776–1840  | František Ervín ze Schönborn-Wiesentheidu 1776–1840  |                                                      |                                                      | Ferdinanda Izabela Westphalen zu Fürstenberg 1781–1813 | Ferdinanda Izabela Westphalen zu Fürstenberg 1781–1813 | Ferdinanda Izabela Westphalen zu Fürstenberg 1781–1813 | Ferdinanda Izabela Westphalen zu Fürstenberg 1781–1813 | Ferdinanda Izabela Westphalen zu Fürstenberg 1781–1813 | Ferdinanda Izabela Westphalen zu Fürstenberg 1781–1813 |                                 |                                 |                                 |                                 |  |  |
|                                            |                                            |                                            |                                            |                                            |                                            |                                            |                                            |                                                  |                                                  |                                                  |                                                  |                                                  |                                                  |                                               |                                               |                                                            |                                                            |                                                            |                                                            |                                                            |                                                            |                                                     |                                                     |                                                     |                                                     |                                         |                                         |                                         |                                         |                                       |                                       |                                              |                                              |                                              |                                              |                                              |                                              |                                          |                                          |                                                                |                                                                |                                                                |                                                                |                                                                |                                                                |                                              |                                              |                                                |                                                |                                                |                                                |                                                |                                                |                                    |                                    |                                             |                                             |                                             |                                             |                                             |                                             |                                       |                                       |                                                     |                                                     |                                                     |                                                     |                                                      |                                                      |                                                      |                                                      |                                                        |                                                        |                                                        |                                                        |                                                        |                                                        |                                 |                                 |                                 |                                 |  |  |
|                                            |                                            |                                            |                                            |                                            |                                            |                                            |                                            |                                                  |                                                  |                                                  |                                                  |                                                  |                                                  |                                               |                                               |                                                            |                                                            |                                                            |                                                            |                                                            |                                                            |                                                     |                                                     |                                                     |                                                     |                                         |                                         |                                         |                                         |                                       |                                       |                                              |                                              |                                              |                                              |                                              |                                              |                                          |                                          |                                                                |                                                                |                                                                |                                                                |                                                                |                                                                |                                              |                                              |                                                |                                                |                                                |                                                |                                                |                                                |                                    |                                    |                                             |                                             |                                             |                                             |                                             |                                             |                                       |                                       |                                                     |                                                     |                                                     |                                                     |                                                      |                                                      |                                                      |                                                      |                                                        |                                                        |                                                        |                                                        |                                                        |                                                        |                                 |                                 |                                 |                                 |  |  |
|                                            |                                            |                                            |                                            |                                            |                                            |                                            |                                            |                                                  |                                                  |                                                  |                                                  |                                                  |                                                  |                                               |                                               |                                                            |                                                            |                                                            |                                                            |                                                            |                                                            |                                                     |                                                     |                                                     |                                                     |                                         |                                         |                                         |                                         |                                       |                                       | 9. Ervín Damián Hugo ze Schönbornu 1812–1881 | 9. Ervín Damián Hugo ze Schönbornu 1812–1881 | 9. Ervín Damián Hugo ze Schönbornu 1812–1881 | 9. Ervín Damián Hugo ze Schönbornu 1812–1881 | 9. Ervín Damián Hugo ze Schönbornu 1812–1881 | 9. Ervín Damián Hugo ze Schönbornu 1812–1881 |                                          |                                          | 11. Kristýna z Brühlu 1817–1892                                | 11. Kristýna z Brühlu 1817–1892                                | 11. Kristýna z Brühlu 1817–1892                                | 11. Kristýna z Brühlu 1817–1892                                | 11. Kristýna z Brühlu 1817–1892                                | 11. Kristýna z Brühlu 1817–1892                                |                                              |                                              |                                                |                                                | František ze Schönbornu */† 1818               | František ze Schönbornu */† 1818               | František ze Schönbornu */† 1818               | František ze Schönbornu */† 1818               | František ze Schönbornu */† 1818   | František ze Schönbornu */† 1818   |                                             |                                             |                                             |                                             | Filip ze Schönbornu 1820–1830               | Filip ze Schönbornu 1820–1830               | Filip ze Schönbornu 1820–1830         | Filip ze Schönbornu 1820–1830         | Filip ze Schönbornu 1820–1830                       | Filip ze Schönbornu 1820–1830                       |                                                     |                                                     |                                                      |                                                      |                                                      |                                                      |                                                        |                                                        |                                                        |                                                        |                                                        |                                                        |                                 |                                 |                                 |                                 |  |  |
|                                            |                                            |                                            |                                            |                                            |                                            |                                            |                                            |                                                  |                                                  |                                                  |                                                  |                                                  |                                                  |                                               |                                               |                                                            |                                                            |                                                            |                                                            |                                                            |                                                            |                                                     |                                                     |                                                     |                                                     |                                         |                                         |                                         |                                         |                                       |                                       | 9. Ervín Damián Hugo ze Schönbornu 1812–1881 | 9. Ervín Damián Hugo ze Schönbornu 1812–1881 | 9. Ervín Damián Hugo ze Schönbornu 1812–1881 | 9. Ervín Damián Hugo ze Schönbornu 1812–1881 | 9. Ervín Damián Hugo ze Schönbornu 1812–1881 | 9. Ervín Damián Hugo ze Schönbornu 1812–1881 |                                          |                                          | 11. Kristýna z Brühlu 1817–1892                                | 11. Kristýna z Brühlu 1817–1892                                | 11. Kristýna z Brühlu 1817–1892                                | 11. Kristýna z Brühlu 1817–1892                                | 11. Kristýna z Brühlu 1817–1892                                | 11. Kristýna z Brühlu 1817–1892                                |                                              |                                              |                                                |                                                | František ze Schönbornu */† 1818               | František ze Schönbornu */† 1818               | František ze Schönbornu */† 1818               | František ze Schönbornu */† 1818               | František ze Schönbornu */† 1818   | František ze Schönbornu */† 1818   |                                             |                                             |                                             |                                             | Filip ze Schönbornu 1820–1830               | Filip ze Schönbornu 1820–1830               | Filip ze Schönbornu 1820–1830         | Filip ze Schönbornu 1820–1830         | Filip ze Schönbornu 1820–1830                       | Filip ze Schönbornu 1820–1830                       |                                                     |                                                     |                                                      |                                                      |                                                      |                                                      |                                                        |                                                        |                                                        |                                                        |                                                        |                                                        |                                 |                                 |                                 |                                 |  |  |
|                                            |                                            |                                            |                                            |                                            |                                            |                                            |                                            |                                                  |                                                  |                                                  |                                                  |                                                  |                                                  |                                               |                                               |                                                            |                                                            |                                                            |                                                            |                                                            |                                                            |                                                     |                                                     |                                                     |                                                     |                                         |                                         |                                         |                                         |                                       |                                       |                                              |                                              |                                              |                                              |                                              |                                              |                                          |                                          |                                                                |                                                                |                                                                |                                                                |                                                                |                                                                |                                              |                                              |                                                |                                                |                                                |                                                |                                                |                                                |                                    |                                    |                                             |                                             |                                             |                                             |                                             |                                             |                                       |                                       |                                                     |                                                     |                                                     |                                                     |                                                      |                                                      |                                                      |                                                      |                                                        |                                                        |                                                        |                                                        |                                                        |                                                        |                                 |                                 |                                 |                                 |  |  |
|                                            |                                            |                                            |                                            |                                            |                                            |                                            |                                            |                                                  |                                                  |                                                  |                                                  |                                                  |                                                  |                                               |                                               |                                                            |                                                            |                                                            |                                                            |                                                            |                                                            |                                                     |                                                     |                                                     |                                                     |                                         |                                         |                                         |                                         |                                       |                                       |                                              |                                              |                                              |                                              |                                              |                                              |                                          |                                          |                                                                |                                                                |                                                                |                                                                |                                                                |                                                                |                                              |                                              |                                                |                                                |                                                |                                                |                                                |                                                |                                    |                                    |                                             |                                             |                                             |                                             |                                             |                                             |                                       |                                       |                                                     |                                                     |                                                     |                                                     |                                                      |                                                      |                                                      |                                                      |                                                        |                                                        |                                                        |                                                        |                                                        |                                                        |                                 |                                 |                                 |                                 |  |  |
| Anna Marie Augusta ze Schönbornu 1845–1909 | Anna Marie Augusta ze Schönbornu 1845–1909 | Anna Marie Augusta ze Schönbornu 1845–1909 | Anna Marie Augusta ze Schönbornu 1845–1909 | Anna Marie Augusta ze Schönbornu 1845–1909 | Anna Marie Augusta ze Schönbornu 1845–1909 |                                            |                                            | August z Gudenusu 1833–1914                      | August z Gudenusu 1833–1914                      | August z Gudenusu 1833–1914                      | August z Gudenusu 1833–1914                      | August z Gudenusu 1833–1914                      | August z Gudenusu 1833–1914                      |                                               |                                               | Bedřich ze Schönbornu 1841–1907                            | Bedřich ze Schönbornu 1841–1907                            | Bedřich ze Schönbornu 1841–1907                            | Bedřich ze Schönbornu 1841–1907                            | Bedřich ze Schönbornu 1841–1907                            | Bedřich ze Schönbornu 1841–1907                            |                                                     |                                                     | Terezie Czerninová z Chudenic 1843–1910             | Terezie Czerninová z Chudenic 1843–1910             | Terezie Czerninová z Chudenic 1843–1910 | Terezie Czerninová z Chudenic 1843–1910 | Terezie Czerninová z Chudenic 1843–1910 | Terezie Czerninová z Chudenic 1843–1910 |                                       |                                       | 2. Ervín ze Schönbornu 1842–1849             | 2. Ervín ze Schönbornu 1842–1849             | 2. Ervín ze Schönbornu 1842–1849             | 2. Ervín ze Schönbornu 1842–1849             | 2. Ervín ze Schönbornu 1842–1849             | 2. Ervín ze Schönbornu 1842–1849             |                                          |                                          | František ze Schönbornu 1844–1899                              | František ze Schönbornu 1844–1899                              | František ze Schönbornu 1844–1899                              | František ze Schönbornu 1844–1899                              | František ze Schönbornu 1844–1899                              | František ze Schönbornu 1844–1899                              |                                              |                                              | 1. Hugo Damián Ervín ze Schönbornu */† 1847    | 1. Hugo Damián Ervín ze Schönbornu */† 1847    | 1. Hugo Damián Ervín ze Schönbornu */† 1847    | 1. Hugo Damián Ervín ze Schönbornu */† 1847    | 1. Hugo Damián Ervín ze Schönbornu */† 1847    | 1. Hugo Damián Ervín ze Schönbornu */† 1847    |                                    |                                    | 4. Marie Leopoldina ze Schönbornu 1850–1852 | 4. Marie Leopoldina ze Schönbornu 1850–1852 | 4. Marie Leopoldina ze Schönbornu 1850–1852 | 4. Marie Leopoldina ze Schönbornu 1850–1852 | 4. Marie Leopoldina ze Schönbornu 1850–1852 | 4. Marie Leopoldina ze Schönbornu 1850–1852 |                                       |                                       | 12. Marie Vilemína ze Schönbornu 1851–1911          | 12. Marie Vilemína ze Schönbornu 1851–1911          | 12. Marie Vilemína ze Schönbornu 1851–1911          | 12. Marie Vilemína ze Schönbornu 1851–1911          | 12. Marie Vilemína ze Schönbornu 1851–1911           | 12. Marie Vilemína ze Schönbornu 1851–1911           |                                                      |                                                      | 5. Josef ze Schönbornu */† 1852                        | 5. Josef ze Schönbornu */† 1852                        | 5. Josef ze Schönbornu */† 1852                        | 5. Josef ze Schönbornu */† 1852                        | 5. Josef ze Schönbornu */† 1852                        | 5. Josef ze Schönbornu */† 1852                        |                                 |                                 |                                 |                                 |  |  |
| Anna Marie Augusta ze Schönbornu 1845–1909 | Anna Marie Augusta ze Schönbornu 1845–1909 | Anna Marie Augusta ze Schönbornu 1845–1909 | Anna Marie Augusta ze Schönbornu 1845–1909 | Anna Marie Augusta ze Schönbornu 1845–1909 | Anna Marie Augusta ze Schönbornu 1845–1909 |                                            |                                            | August z Gudenusu 1833–1914                      | August z Gudenusu 1833–1914                      | August z Gudenusu 1833–1914                      | August z Gudenusu 1833–1914                      | August z Gudenusu 1833–1914                      | August z Gudenusu 1833–1914                      |                                               |                                               | Bedřich ze Schönbornu 1841–1907                            | Bedřich ze Schönbornu 1841–1907                            | Bedřich ze Schönbornu 1841–1907                            | Bedřich ze Schönbornu 1841–1907                            | Bedřich ze Schönbornu 1841–1907                            | Bedřich ze Schönbornu 1841–1907                            |                                                     |                                                     | Terezie Czerninová z Chudenic 1843–1910             | Terezie Czerninová z Chudenic 1843–1910             | Terezie Czerninová z Chudenic 1843–1910 | Terezie Czerninová z Chudenic 1843–1910 | Terezie Czerninová z Chudenic 1843–1910 | Terezie Czerninová z Chudenic 1843–1910 |                                       |                                       | 2. Ervín ze Schönbornu 1842–1849             | 2. Ervín ze Schönbornu 1842–1849             | 2. Ervín ze Schönbornu 1842–1849             | 2. Ervín ze Schönbornu 1842–1849             | 2. Ervín ze Schönbornu 1842–1849             | 2. Ervín ze Schönbornu 1842–1849             |                                          |                                          | František ze Schönbornu 1844–1899                              | František ze Schönbornu 1844–1899                              | František ze Schönbornu 1844–1899                              | František ze Schönbornu 1844–1899                              | František ze Schönbornu 1844–1899                              | František ze Schönbornu 1844–1899                              |                                              |                                              | 1. Hugo Damián Ervín ze Schönbornu */† 1847    | 1. Hugo Damián Ervín ze Schönbornu */† 1847    | 1. Hugo Damián Ervín ze Schönbornu */† 1847    | 1. Hugo Damián Ervín ze Schönbornu */† 1847    | 1. Hugo Damián Ervín ze Schönbornu */† 1847    | 1. Hugo Damián Ervín ze Schönbornu */† 1847    |                                    |                                    | 4. Marie Leopoldina ze Schönbornu 1850–1852 | 4. Marie Leopoldina ze Schönbornu 1850–1852 | 4. Marie Leopoldina ze Schönbornu 1850–1852 | 4. Marie Leopoldina ze Schönbornu 1850–1852 | 4. Marie Leopoldina ze Schönbornu 1850–1852 | 4. Marie Leopoldina ze Schönbornu 1850–1852 |                                       |                                       | 12. Marie Vilemína ze Schönbornu 1851–1911          | 12. Marie Vilemína ze Schönbornu 1851–1911          | 12. Marie Vilemína ze Schönbornu 1851–1911          | 12. Marie Vilemína ze Schönbornu 1851–1911          | 12. Marie Vilemína ze Schönbornu 1851–1911           | 12. Marie Vilemína ze Schönbornu 1851–1911           |                                                      |                                                      | 5. Josef ze Schönbornu */† 1852                        | 5. Josef ze Schönbornu */† 1852                        | 5. Josef ze Schönbornu */† 1852                        | 5. Josef ze Schönbornu */† 1852                        | 5. Josef ze Schönbornu */† 1852                        | 5. Josef ze Schönbornu */† 1852                        |                                 |                                 |                                 |                                 |  |  |
|                                            |                                            |                                            |                                            |                                            |                                            |                                            |                                            |                                                  |                                                  |                                                  |                                                  |                                                  |                                                  |                                               |                                               |                                                            |                                                            |                                                            |                                                            |                                                            |                                                            |                                                     |                                                     |                                                     |                                                     |                                         |                                         |                                         |                                         |                                       |                                       |                                              |                                              |                                              |                                              |                                              |                                              |                                          |                                          |                                                                |                                                                |                                                                |                                                                |                                                                |                                                                |                                              |                                              |                                                |                                                |                                                |                                                |                                                |                                                |                                    |                                    |                                             |                                             |                                             |                                             |                                             |                                             |                                       |                                       |                                                     |                                                     |                                                     |                                                     |                                                      |                                                      |                                                      |                                                      |                                                        |                                                        |                                                        |                                                        |                                                        |                                                        |                                 |                                 |                                 |                                 |  |  |
|                                            |                                            |                                            |                                            |                                            |                                            |                                            |                                            |                                                  |                                                  |                                                  |                                                  |                                                  |                                                  |                                               |                                               |                                                            |                                                            |                                                            |                                                            |                                                            |                                                            |                                                     |                                                     |                                                     |                                                     |                                         |                                         |                                         |                                         |                                       |                                       |                                              |                                              |                                              |                                              |                                              |                                              |                                          |                                          |                                                                |                                                                |                                                                |                                                                |                                                                |                                                                |                                              |                                              |                                                |                                                |                                                |                                                |                                                |                                                |                                    |                                    |                                             |                                             |                                             |                                             |                                             |                                             |                                       |                                       |                                                     |                                                     |                                                     |                                                     |                                                      |                                                      |                                                      |                                                      |                                                        |                                                        |                                                        |                                                        |                                                        |                                                        |                                 |                                 |                                 |                                 |  |  |
|                                            |                                            |                                            |                                            | Egon z Schönberg-Roth-Schönbergu 1845–1908 | Egon z Schönberg-Roth-Schönbergu 1845–1908 | Egon z Schönberg-Roth-Schönbergu 1845–1908 | Egon z Schönberg-Roth-Schönbergu 1845–1908 | Egon z Schönberg-Roth-Schönbergu 1845–1908       | Egon z Schönberg-Roth-Schönbergu 1845–1908       |                                                  |                                                  | Marie Alžběta Augusta ze Schönbornu 1848–1905    | Marie Alžběta Augusta ze Schönbornu 1848–1905    | Marie Alžběta Augusta ze Schönbornu 1848–1905 | Marie Alžběta Augusta ze Schönbornu 1848–1905 | Marie Alžběta Augusta ze Schönbornu 1848–1905              | Marie Alžběta Augusta ze Schönbornu 1848–1905              |                                                            |                                                            | Zdenko z Lobkowicz 1858–1933                               | Zdenko z Lobkowicz 1858–1933                               | Zdenko z Lobkowicz 1858–1933                        | Zdenko z Lobkowicz 1858–1933                        | Zdenko z Lobkowicz 1858–1933                        | Zdenko z Lobkowicz 1858–1933                        |                                         |                                         | Marie Pavlína ze Schönbornu 1861–1922   | Marie Pavlína ze Schönbornu 1861–1922   | Marie Pavlína ze Schönbornu 1861–1922 | Marie Pavlína ze Schönbornu 1861–1922 | Marie Pavlína ze Schönbornu 1861–1922        | Marie Pavlína ze Schönbornu 1861–1922        |                                              |                                              | I. 8. Johanna z Lobkowicz 1840–1872          | I. 8. Johanna z Lobkowicz 1840–1872          | I. 8. Johanna z Lobkowicz 1840–1872      | I. 8. Johanna z Lobkowicz 1840–1872      | I. 8. Johanna z Lobkowicz 1840–1872                            | I. 8. Johanna z Lobkowicz 1840–1872                            |                                                                |                                                                | Karel Bedřich ze Schönbornu 1840–1908                          | Karel Bedřich ze Schönbornu 1840–1908                          | Karel Bedřich ze Schönbornu 1840–1908        | Karel Bedřich ze Schönbornu 1840–1908        | Karel Bedřich ze Schönbornu 1840–1908          | Karel Bedřich ze Schönbornu 1840–1908          |                                                |                                                | II. Zdenka ze Sternbergu 1846–1915             | II. Zdenka ze Sternbergu 1846–1915             | II. Zdenka ze Sternbergu 1846–1915 | II. Zdenka ze Sternbergu 1846–1915 | II. Zdenka ze Sternbergu 1846–1915          | II. Zdenka ze Sternbergu 1846–1915          |                                             |                                             | Vojtěch Josef ze Schönbornu 1854–1924       | Vojtěch Josef ze Schönbornu 1854–1924       | Vojtěch Josef ze Schönbornu 1854–1924 | Vojtěch Josef ze Schönbornu 1854–1924 | Vojtěch Josef ze Schönbornu 1854–1924               | Vojtěch Josef ze Schönbornu 1854–1924               |                                                     |                                                     | Adelheid zu Löwenstein-Wertheim-Rosenbergu 1865–1941 | Adelheid zu Löwenstein-Wertheim-Rosenbergu 1865–1941 | Adelheid zu Löwenstein-Wertheim-Rosenbergu 1865–1941 | Adelheid zu Löwenstein-Wertheim-Rosenbergu 1865–1941 | Adelheid zu Löwenstein-Wertheim-Rosenbergu 1865–1941   | Adelheid zu Löwenstein-Wertheim-Rosenbergu 1865–1941   |                                                        |                                                        | 6. Filip ze Schönbornu */† 1856                        | 6. Filip ze Schönbornu */† 1856                        | 6. Filip ze Schönbornu */† 1856 | 6. Filip ze Schönbornu */† 1856 | 6. Filip ze Schönbornu */† 1856 | 6. Filip ze Schönbornu */† 1856 |  |  |
|                                            |                                            |                                            |                                            | Egon z Schönberg-Roth-Schönbergu 1845–1908 | Egon z Schönberg-Roth-Schönbergu 1845–1908 | Egon z Schönberg-Roth-Schönbergu 1845–1908 | Egon z Schönberg-Roth-Schönbergu 1845–1908 | Egon z Schönberg-Roth-Schönbergu 1845–1908       | Egon z Schönberg-Roth-Schönbergu 1845–1908       |                                                  |                                                  | Marie Alžběta Augusta ze Schönbornu 1848–1905    | Marie Alžběta Augusta ze Schönbornu 1848–1905    | Marie Alžběta Augusta ze Schönbornu 1848–1905 | Marie Alžběta Augusta ze Schönbornu 1848–1905 | Marie Alžběta Augusta ze Schönbornu 1848–1905              | Marie Alžběta Augusta ze Schönbornu 1848–1905              |                                                            |                                                            | Zdenko z Lobkowicz 1858–1933                               | Zdenko z Lobkowicz 1858–1933                               | Zdenko z Lobkowicz 1858–1933                        | Zdenko z Lobkowicz 1858–1933                        | Zdenko z Lobkowicz 1858–1933                        | Zdenko z Lobkowicz 1858–1933                        |                                         |                                         | Marie Pavlína ze Schönbornu 1861–1922   | Marie Pavlína ze Schönbornu 1861–1922   | Marie Pavlína ze Schönbornu 1861–1922 | Marie Pavlína ze Schönbornu 1861–1922 | Marie Pavlína ze Schönbornu 1861–1922        | Marie Pavlína ze Schönbornu 1861–1922        |                                              |                                              | I. 8. Johanna z Lobkowicz 1840–1872          | I. 8. Johanna z Lobkowicz 1840–1872          | I. 8. Johanna z Lobkowicz 1840–1872      | I. 8. Johanna z Lobkowicz 1840–1872      | I. 8. Johanna z Lobkowicz 1840–1872                            | I. 8. Johanna z Lobkowicz 1840–1872                            |                                                                |                                                                | Karel Bedřich ze Schönbornu 1840–1908                          | Karel Bedřich ze Schönbornu 1840–1908                          | Karel Bedřich ze Schönbornu 1840–1908        | Karel Bedřich ze Schönbornu 1840–1908        | Karel Bedřich ze Schönbornu 1840–1908          | Karel Bedřich ze Schönbornu 1840–1908          |                                                |                                                | II. Zdenka ze Sternbergu 1846–1915             | II. Zdenka ze Sternbergu 1846–1915             | II. Zdenka ze Sternbergu 1846–1915 | II. Zdenka ze Sternbergu 1846–1915 | II. Zdenka ze Sternbergu 1846–1915          | II. Zdenka ze Sternbergu 1846–1915          |                                             |                                             | Vojtěch Josef ze Schönbornu 1854–1924       | Vojtěch Josef ze Schönbornu 1854–1924       | Vojtěch Josef ze Schönbornu 1854–1924 | Vojtěch Josef ze Schönbornu 1854–1924 | Vojtěch Josef ze Schönbornu 1854–1924               | Vojtěch Josef ze Schönbornu 1854–1924               |                                                     |                                                     | Adelheid zu Löwenstein-Wertheim-Rosenbergu 1865–1941 | Adelheid zu Löwenstein-Wertheim-Rosenbergu 1865–1941 | Adelheid zu Löwenstein-Wertheim-Rosenbergu 1865–1941 | Adelheid zu Löwenstein-Wertheim-Rosenbergu 1865–1941 | Adelheid zu Löwenstein-Wertheim-Rosenbergu 1865–1941   | Adelheid zu Löwenstein-Wertheim-Rosenbergu 1865–1941   |                                                        |                                                        | 6. Filip ze Schönbornu */† 1856                        | 6. Filip ze Schönbornu */† 1856                        | 6. Filip ze Schönbornu */† 1856 | 6. Filip ze Schönbornu */† 1856 | 6. Filip ze Schönbornu */† 1856 | 6. Filip ze Schönbornu */† 1856 |  |  |
|                                            |                                            |                                            |                                            |                                            |                                            |                                            |                                            |                                                  |                                                  |                                                  |                                                  |                                                  |                                                  |                                               |                                               |                                                            |                                                            |                                                            |                                                            |                                                            |                                                            |                                                     |                                                     |                                                     |                                                     |                                         |                                         |                                         |                                         |                                       |                                       |                                              |                                              |                                              |                                              |                                              |                                              |                                          |                                          |                                                                |                                                                |                                                                |                                                                |                                                                |                                                                |                                              |                                              |                                                |                                                |                                                |                                                |                                                |                                                |                                    |                                    |                                             |                                             |                                             |                                             |                                             |                                             |                                       |                                       |                                                     |                                                     |                                                     |                                                     |                                                      |                                                      |                                                      |                                                      |                                                        |                                                        |                                                        |                                                        |                                                        |                                                        |                                 |                                 |                                 |                                 |  |  |
|                                            |                                            |                                            |                                            |                                            |                                            |                                            |                                            |                                                  |                                                  |                                                  |                                                  |                                                  |                                                  |                                               |                                               |                                                            |                                                            |                                                            |                                                            |                                                            |                                                            |                                                     |                                                     |                                                     |                                                     |                                         |                                         |                                         |                                         |                                       |                                       |                                              |                                              |                                              |                                              |                                              |                                              |                                          |                                          |                                                                |                                                                |                                                                |                                                                |                                                                |                                                                |                                              |                                              |                                                |                                                |                                                |                                                |                                                |                                                |                                    |                                    |                                             |                                             |                                             |                                             |                                             |                                             |                                       |                                       |                                                     |                                                     |                                                     |                                                     |                                                      |                                                      |                                                      |                                                      |                                                        |                                                        |                                                        |                                                        |                                                        |                                                        |                                 |                                 |                                 |                                 |  |  |
| 10. Ervín ze Schönbornu 1862–1882          | 10. Ervín ze Schönbornu 1862–1882          | 10. Ervín ze Schönbornu 1862–1882          | 10. Ervín ze Schönbornu 1862–1882          | 10. Ervín ze Schönbornu 1862–1882          | 10. Ervín ze Schönbornu 1862–1882          |                                            |                                            | Bedřich ze Schönbornu 1865–1919                  | Bedřich ze Schönbornu 1865–1919                  | Bedřich ze Schönbornu 1865–1919                  | Bedřich ze Schönbornu 1865–1919                  | Bedřich ze Schönbornu 1865–1919                  | Bedřich ze Schönbornu 1865–1919                  |                                               |                                               | Sofie ze Cantacuzene 1871–1959                             | Sofie ze Cantacuzene 1871–1959                             | Sofie ze Cantacuzene 1871–1959                             | Sofie ze Cantacuzene 1871–1959                             | Sofie ze Cantacuzene 1871–1959                             | Sofie ze Cantacuzene 1871–1959                             |                                                     |                                                     | Josef ze Schönbornu 1866–1914                       | Josef ze Schönbornu 1866–1914                       | Josef ze Schönbornu 1866–1914           | Josef ze Schönbornu 1866–1914           | Josef ze Schönbornu 1866–1914           | Josef ze Schönbornu 1866–1914           |                                       |                                       | Bedřich ze Schwarzenbergu 1862–1936          | Bedřich ze Schwarzenbergu 1862–1936          | Bedřich ze Schwarzenbergu 1862–1936          | Bedřich ze Schwarzenbergu 1862–1936          | Bedřich ze Schwarzenbergu 1862–1936          | Bedřich ze Schwarzenbergu 1862–1936          |                                          |                                          | Marie Kristýna ze Schönbornu 1872–1918                         | Marie Kristýna ze Schönbornu 1872–1918                         | Marie Kristýna ze Schönbornu 1872–1918                         | Marie Kristýna ze Schönbornu 1872–1918                         | Marie Kristýna ze Schönbornu 1872–1918                         | Marie Kristýna ze Schönbornu 1872–1918                         |                                              |                                              | Therese ze Schönbornu 1878–1949                | Therese ze Schönbornu 1878–1949                | Therese ze Schönbornu 1878–1949                | Therese ze Schönbornu 1878–1949                | Therese ze Schönbornu 1878–1949                | Therese ze Schönbornu 1878–1949                |                                    |                                    | Zdenko ze Schönbornu 1879–1960              | Zdenko ze Schönbornu 1879–1960              | Zdenko ze Schönbornu 1879–1960              | Zdenko ze Schönbornu 1879–1960              | Zdenko ze Schönbornu 1879–1960              | Zdenko ze Schönbornu 1879–1960              |                                       |                                       | Marie z Coudenhove 1866–1940                        | Marie z Coudenhove 1866–1940                        | Marie z Coudenhove 1866–1940                        | Marie z Coudenhove 1866–1940                        | Marie z Coudenhove 1866–1940                         | Marie z Coudenhove 1866–1940                         |                                                      |                                                      |                                                        |                                                        |                                                        |                                                        |                                                        |                                                        |                                 |                                 |                                 |                                 |  |  |
| 10. Ervín ze Schönbornu 1862–1882          | 10. Ervín ze Schönbornu 1862–1882          | 10. Ervín ze Schönbornu 1862–1882          | 10. Ervín ze Schönbornu 1862–1882          | 10. Ervín ze Schönbornu 1862–1882          | 10. Ervín ze Schönbornu 1862–1882          |                                            |                                            | Bedřich ze Schönbornu 1865–1919                  | Bedřich ze Schönbornu 1865–1919                  | Bedřich ze Schönbornu 1865–1919                  | Bedřich ze Schönbornu 1865–1919                  | Bedřich ze Schönbornu 1865–1919                  | Bedřich ze Schönbornu 1865–1919                  |                                               |                                               | Sofie ze Cantacuzene 1871–1959                             | Sofie ze Cantacuzene 1871–1959                             | Sofie ze Cantacuzene 1871–1959                             | Sofie ze Cantacuzene 1871–1959                             | Sofie ze Cantacuzene 1871–1959                             | Sofie ze Cantacuzene 1871–1959                             |                                                     |                                                     | Josef ze Schönbornu 1866–1914                       | Josef ze Schönbornu 1866–1914                       | Josef ze Schönbornu 1866–1914           | Josef ze Schönbornu 1866–1914           | Josef ze Schönbornu 1866–1914           | Josef ze Schönbornu 1866–1914           |                                       |                                       | Bedřich ze Schwarzenbergu 1862–1936          | Bedřich ze Schwarzenbergu 1862–1936          | Bedřich ze Schwarzenbergu 1862–1936          | Bedřich ze Schwarzenbergu 1862–1936          | Bedřich ze Schwarzenbergu 1862–1936          | Bedřich ze Schwarzenbergu 1862–1936          |                                          |                                          | Marie Kristýna ze Schönbornu 1872–1918                         | Marie Kristýna ze Schönbornu 1872–1918                         | Marie Kristýna ze Schönbornu 1872–1918                         | Marie Kristýna ze Schönbornu 1872–1918                         | Marie Kristýna ze Schönbornu 1872–1918                         | Marie Kristýna ze Schönbornu 1872–1918                         |                                              |                                              | Therese ze Schönbornu 1878–1949                | Therese ze Schönbornu 1878–1949                | Therese ze Schönbornu 1878–1949                | Therese ze Schönbornu 1878–1949                | Therese ze Schönbornu 1878–1949                | Therese ze Schönbornu 1878–1949                |                                    |                                    | Zdenko ze Schönbornu 1879–1960              | Zdenko ze Schönbornu 1879–1960              | Zdenko ze Schönbornu 1879–1960              | Zdenko ze Schönbornu 1879–1960              | Zdenko ze Schönbornu 1879–1960              | Zdenko ze Schönbornu 1879–1960              |                                       |                                       | Marie z Coudenhove 1866–1940                        | Marie z Coudenhove 1866–1940                        | Marie z Coudenhove 1866–1940                        | Marie z Coudenhove 1866–1940                        | Marie z Coudenhove 1866–1940                         | Marie z Coudenhove 1866–1940                         |                                                      |                                                      |                                                        |                                                        |                                                        |                                                        |                                                        |                                                        |                                 |                                 |                                 |                                 |  |  |
|                                            |                                            |                                            |                                            |                                            |                                            |                                            |                                            |                                                  |                                                  |                                                  |                                                  |                                                  |                                                  |                                               |                                               |                                                            |                                                            |                                                            |                                                            |                                                            |                                                            |                                                     |                                                     |                                                     |                                                     |                                         |                                         |                                         |                                         |                                       |                                       |                                              |                                              |                                              |                                              |                                              |                                              |                                          |                                          |                                                                |                                                                |                                                                |                                                                |                                                                |                                                                |                                              |                                              |                                                |                                                |                                                |                                                |                                                |                                                |                                    |                                    |                                             |                                             |                                             |                                             |                                             |                                             |                                       |                                       |                                                     |                                                     |                                                     |                                                     |                                                      |                                                      |                                                      |                                                      |                                                        |                                                        |                                                        |                                                        |                                                        |                                                        |                                 |                                 |                                 |                                 |  |  |
|                                            |                                            |                                            |                                            |                                            |                                            |                                            |                                            |                                                  |                                                  |                                                  |                                                  |                                                  |                                                  |                                               |                                               |                                                            |                                                            |                                                            |                                                            |                                                            |                                                            |                                                     |                                                     |                                                     |                                                     |                                         |                                         |                                         |                                         |                                       |                                       |                                              |                                              |                                              |                                              |                                              |                                              |                                          |                                          |                                                                |                                                                |                                                                |                                                                |                                                                |                                                                |                                              |                                              |                                                |                                                |                                                |                                                |                                                |                                                |                                    |                                    |                                             |                                             |                                             |                                             |                                             |                                             |                                       |                                       |                                                     |                                                     |                                                     |                                                     |                                                      |                                                      |                                                      |                                                      |                                                        |                                                        |                                                        |                                                        |                                                        |                                                        |                                 |                                 |                                 |                                 |  |  |
|                                            |                                            |                                            |                                            | Jan ze Schönbornu 1864–1912                | Jan ze Schönbornu 1864–1912                | Jan ze Schönbornu 1864–1912                | Jan ze Schönbornu 1864–1912                | Jan ze Schönbornu 1864–1912                      | Jan ze Schönbornu 1864–1912                      |                                                  |                                                  | Anna z Wurmbrand-Stuppachu 1868–1938             | Anna z Wurmbrand-Stuppachu 1868–1938             | Anna z Wurmbrand-Stuppachu 1868–1938          | Anna z Wurmbrand-Stuppachu 1868–1938          | Anna z Wurmbrand-Stuppachu 1868–1938                       | Anna z Wurmbrand-Stuppachu 1868–1938                       |                                                            |                                                            | I. Gabriele Chotková z Chotkova a Vojnína 1868–1933        | I. Gabriele Chotková z Chotkova a Vojnína 1868–1933        | I. Gabriele Chotková z Chotkova a Vojnína 1868–1933 | I. Gabriele Chotková z Chotkova a Vojnína 1868–1933 | I. Gabriele Chotková z Chotkova a Vojnína 1868–1933 | I. Gabriele Chotková z Chotkova a Vojnína 1868–1933 |                                         |                                         | Franz ze Schönbornu 1870–1942           | Franz ze Schönbornu 1870–1942           | Franz ze Schönbornu 1870–1942         | Franz ze Schönbornu 1870–1942         | Franz ze Schönbornu 1870–1942                | Franz ze Schönbornu 1870–1942                |                                              |                                              | II. Friederike von Schlözer 1908–1945        | II. Friederike von Schlözer 1908–1945        | II. Friederike von Schlözer 1908–1945    | II. Friederike von Schlözer 1908–1945    | II. Friederike von Schlözer 1908–1945                          | II. Friederike von Schlözer 1908–1945                          |                                                                |                                                                | I. Rosine Czerninová z Chudenic 1880–1926                      | I. Rosine Czerninová z Chudenic 1880–1926                      | I. Rosine Czerninová z Chudenic 1880–1926    | I. Rosine Czerninová z Chudenic 1880–1926    | I. Rosine Czerninová z Chudenic 1880–1926      | I. Rosine Czerninová z Chudenic 1880–1926      |                                                |                                                | Adalbert ze Schönbornu 1881–1946               | Adalbert ze Schönbornu 1881–1946               | Adalbert ze Schönbornu 1881–1946   | Adalbert ze Schönbornu 1881–1946   | Adalbert ze Schönbornu 1881–1946            | Adalbert ze Schönbornu 1881–1946            |                                             |                                             | II. Selia z Ringhofferu 1911–1953           | II. Selia z Ringhofferu 1911–1953           | II. Selia z Ringhofferu 1911–1953     | II. Selia z Ringhofferu 1911–1953     | II. Selia z Ringhofferu 1911–1953                   | II. Selia z Ringhofferu 1911–1953                   |                                                     |                                                     |                                                      |                                                      |                                                      |                                                      |                                                        |                                                        |                                                        |                                                        |                                                        |                                                        |                                 |                                 |                                 |                                 |  |  |
|                                            |                                            |                                            |                                            | Jan ze Schönbornu 1864–1912                | Jan ze Schönbornu 1864–1912                | Jan ze Schönbornu 1864–1912                | Jan ze Schönbornu 1864–1912                | Jan ze Schönbornu 1864–1912                      | Jan ze Schönbornu 1864–1912                      |                                                  |                                                  | Anna z Wurmbrand-Stuppachu 1868–1938             | Anna z Wurmbrand-Stuppachu 1868–1938             | Anna z Wurmbrand-Stuppachu 1868–1938          | Anna z Wurmbrand-Stuppachu 1868–1938          | Anna z Wurmbrand-Stuppachu 1868–1938                       | Anna z Wurmbrand-Stuppachu 1868–1938                       |                                                            |                                                            | I. Gabriele Chotková z Chotkova a Vojnína 1868–1933        | I. Gabriele Chotková z Chotkova a Vojnína 1868–1933        | I. Gabriele Chotková z Chotkova a Vojnína 1868–1933 | I. Gabriele Chotková z Chotkova a Vojnína 1868–1933 | I. Gabriele Chotková z Chotkova a Vojnína 1868–1933 | I. Gabriele Chotková z Chotkova a Vojnína 1868–1933 |                                         |                                         | Franz ze Schönbornu 1870–1942           | Franz ze Schönbornu 1870–1942           | Franz ze Schönbornu 1870–1942         | Franz ze Schönbornu 1870–1942         | Franz ze Schönbornu 1870–1942                | Franz ze Schönbornu 1870–1942                |                                              |                                              | II. Friederike von Schlözer 1908–1945        | II. Friederike von Schlözer 1908–1945        | II. Friederike von Schlözer 1908–1945    | II. Friederike von Schlözer 1908–1945    | II. Friederike von Schlözer 1908–1945                          | II. Friederike von Schlözer 1908–1945                          |                                                                |                                                                | I. Rosine Czerninová z Chudenic 1880–1926                      | I. Rosine Czerninová z Chudenic 1880–1926                      | I. Rosine Czerninová z Chudenic 1880–1926    | I. Rosine Czerninová z Chudenic 1880–1926    | I. Rosine Czerninová z Chudenic 1880–1926      | I. Rosine Czerninová z Chudenic 1880–1926      |                                                |                                                | Adalbert ze Schönbornu 1881–1946               | Adalbert ze Schönbornu 1881–1946               | Adalbert ze Schönbornu 1881–1946   | Adalbert ze Schönbornu 1881–1946   | Adalbert ze Schönbornu 1881–1946            | Adalbert ze Schönbornu 1881–1946            |                                             |                                             | II. Selia z Ringhofferu 1911–1953           | II. Selia z Ringhofferu 1911–1953           | II. Selia z Ringhofferu 1911–1953     | II. Selia z Ringhofferu 1911–1953     | II. Selia z Ringhofferu 1911–1953                   | II. Selia z Ringhofferu 1911–1953                   |                                                     |                                                     |                                                      |                                                      |                                                      |                                                      |                                                        |                                                        |                                                        |                                                        |                                                        |                                                        |                                 |                                 |                                 |                                 |  |  |
|                                            |                                            |                                            |                                            |                                            |                                            |                                            |                                            |                                                  |                                                  |                                                  |                                                  |                                                  |                                                  |                                               |                                               |                                                            |                                                            |                                                            |                                                            |                                                            |                                                            |                                                     |                                                     |                                                     |                                                     |                                         |                                         |                                         |                                         |                                       |                                       |                                              |                                              |                                              |                                              |                                              |                                              |                                          |                                          |                                                                |                                                                |                                                                |                                                                |                                                                |                                                                |                                              |                                              |                                                |                                                |                                                |                                                |                                                |                                                |                                    |                                    |                                             |                                             |                                             |                                             |                                             |                                             |                                       |                                       |                                                     |                                                     |                                                     |                                                     |                                                      |                                                      |                                                      |                                                      |                                                        |                                                        |                                                        |                                                        |                                                        |                                                        |                                 |                                 |                                 |                                 |  |  |
|                                            |                                            |                                            |                                            |                                            |                                            |                                            |                                            |                                                  |                                                  |                                                  |                                                  |                                                  |                                                  |                                               |                                               |                                                            |                                                            |                                                            |                                                            |                                                            |                                                            |                                                     |                                                     |                                                     |                                                     |                                         |                                         |                                         |                                         |                                       |                                       |                                              |                                              |                                              |                                              |                                              |                                              |                                          |                                          |                                                                |                                                                |                                                                |                                                                |                                                                |                                                                |                                              |                                              |                                                |                                                |                                                |                                                |                                                |                                                |                                    |                                    |                                             |                                             |                                             |                                             |                                             |                                             |                                       |                                       |                                                     |                                                     |                                                     |                                                     |                                                      |                                                      |                                                      |                                                      |                                                        |                                                        |                                                        |                                                        |                                                        |                                                        |                                 |                                 |                                 |                                 |  |  |
| I. Elisabeth z Nostitz-Rienecku 1890–1984  | I. Elisabeth z Nostitz-Rienecku 1890–1984  | I. Elisabeth z Nostitz-Rienecku 1890–1984  | I. Elisabeth z Nostitz-Rienecku 1890–1984  | I. Elisabeth z Nostitz-Rienecku 1890–1984  | I. Elisabeth z Nostitz-Rienecku 1890–1984  |                                            |                                            | Karl Johann ze Schönbornu 1890–1952              | Karl Johann ze Schönbornu 1890–1952              | Karl Johann ze Schönbornu 1890–1952              | Karl Johann ze Schönbornu 1890–1952              | Karl Johann ze Schönbornu 1890–1952              | Karl Johann ze Schönbornu 1890–1952              |                                               |                                               | II. Vera zu Hohenlohe-Waldenburg-Schillingsfürst 1882–1940 | II. Vera zu Hohenlohe-Waldenburg-Schillingsfürst 1882–1940 | II. Vera zu Hohenlohe-Waldenburg-Schillingsfürst 1882–1940 | II. Vera zu Hohenlohe-Waldenburg-Schillingsfürst 1882–1940 | II. Vera zu Hohenlohe-Waldenburg-Schillingsfürst 1882–1940 | II. Vera zu Hohenlohe-Waldenburg-Schillingsfürst 1882–1940 |                                                     |                                                     | Eugenie ze Schönbornu 1892–1971                     | Eugenie ze Schönbornu 1892–1971                     | Eugenie ze Schönbornu 1892–1971         | Eugenie ze Schönbornu 1892–1971         | Eugenie ze Schönbornu 1892–1971         | Eugenie ze Schönbornu 1892–1971         |                                       |                                       | Viktor Brabec 1876–1933                      | Viktor Brabec 1876–1933                      | Viktor Brabec 1876–1933                      | Viktor Brabec 1876–1933                      | Viktor Brabec 1876–1933                      | Viktor Brabec 1876–1933                      |                                          |                                          | Heinrich ze Schönbornu 1895–1976                               | Heinrich ze Schönbornu 1895–1976                               | Heinrich ze Schönbornu 1895–1976                               | Heinrich ze Schönbornu 1895–1976                               | Heinrich ze Schönbornu 1895–1976                               | Heinrich ze Schönbornu 1895–1976                               |                                              |                                              | Margarethe Gerstenberger 1910–1991             | Margarethe Gerstenberger 1910–1991             | Margarethe Gerstenberger 1910–1991             | Margarethe Gerstenberger 1910–1991             | Margarethe Gerstenberger 1910–1991             | Margarethe Gerstenberger 1910–1991             |                                    |                                    |                                             |                                             |                                             |                                             |                                             |                                             |                                       |                                       |                                                     |                                                     |                                                     |                                                     |                                                      |                                                      |                                                      |                                                      |                                                        |                                                        |                                                        |                                                        |                                                        |                                                        |                                 |                                 |                                 |                                 |  |  |
| I. Elisabeth z Nostitz-Rienecku 1890–1984  | I. Elisabeth z Nostitz-Rienecku 1890–1984  | I. Elisabeth z Nostitz-Rienecku 1890–1984  | I. Elisabeth z Nostitz-Rienecku 1890–1984  | I. Elisabeth z Nostitz-Rienecku 1890–1984  | I. Elisabeth z Nostitz-Rienecku 1890–1984  |                                            |                                            | Karl Johann ze Schönbornu 1890–1952              | Karl Johann ze Schönbornu 1890–1952              | Karl Johann ze Schönbornu 1890–1952              | Karl Johann ze Schönbornu 1890–1952              | Karl Johann ze Schönbornu 1890–1952              | Karl Johann ze Schönbornu 1890–1952              |                                               |                                               | II. Vera zu Hohenlohe-Waldenburg-Schillingsfürst 1882–1940 | II. Vera zu Hohenlohe-Waldenburg-Schillingsfürst 1882–1940 | II. Vera zu Hohenlohe-Waldenburg-Schillingsfürst 1882–1940 | II. Vera zu Hohenlohe-Waldenburg-Schillingsfürst 1882–1940 | II. Vera zu Hohenlohe-Waldenburg-Schillingsfürst 1882–1940 | II. Vera zu Hohenlohe-Waldenburg-Schillingsfürst 1882–1940 |                                                     |                                                     | Eugenie ze Schönbornu 1892–1971                     | Eugenie ze Schönbornu 1892–1971                     | Eugenie ze Schönbornu 1892–1971         | Eugenie ze Schönbornu 1892–1971         | Eugenie ze Schönbornu 1892–1971         | Eugenie ze Schönbornu 1892–1971         |                                       |                                       | Viktor Brabec 1876–1933                      | Viktor Brabec 1876–1933                      | Viktor Brabec 1876–1933                      | Viktor Brabec 1876–1933                      | Viktor Brabec 1876–1933                      | Viktor Brabec 1876–1933                      |                                          |                                          | Heinrich ze Schönbornu 1895–1976                               | Heinrich ze Schönbornu 1895–1976                               | Heinrich ze Schönbornu 1895–1976                               | Heinrich ze Schönbornu 1895–1976                               | Heinrich ze Schönbornu 1895–1976                               | Heinrich ze Schönbornu 1895–1976                               |                                              |                                              | Margarethe Gerstenberger 1910–1991             | Margarethe Gerstenberger 1910–1991             | Margarethe Gerstenberger 1910–1991             | Margarethe Gerstenberger 1910–1991             | Margarethe Gerstenberger 1910–1991             | Margarethe Gerstenberger 1910–1991             |                                    |                                    |                                             |                                             |                                             |                                             |                                             |                                             |                                       |                                       |                                                     |                                                     |                                                     |                                                     |                                                      |                                                      |                                                      |                                                      |                                                        |                                                        |                                                        |                                                        |                                                        |                                                        |                                 |                                 |                                 |                                 |  |  |